# Dexchlorpheniramine
Dexchlorpheniramine (biệt dược Polaramine) là một thuốc kháng histamine có đặc tính kháng cholinergic được sử dụng để điều trị các tình trạng dị ứng như viêm mũi dị ứng hoặc nổi mề đay. Đây là đồng phân thuận phải có hoạt tính dược lý của chlorpheniramine.
Thuốc được cấp bằng sáng chế vào năm 1962 và được đưa vào sử dụng y tế vào năm 1959.

## Dược lý
Dexchlorpheniramine là thuốc kháng histamine, hoặc chất đối kháng của thụ thể histamine H1. Một nghiên cứu cho thấy dexchlorpheniramine có giá trị Ki từ 20 đến 30 µM cho các thụ thể acetylcholine muscarinic sử dụng mô não chuột.